# Den Danske Strygekvartet
Den Danske Strygekvartet er en dansk-norsk strygekvartet, tidligere kendt som Den Unge Danske Strygekvartet og
internationalt går de under navnet Danish String Quartet.
Kvarteten blev stiftet i 2001 og havde debut i 2002. Den består af Frederik Øland og Rune Tonsgaard Sørensen, begge på violin, Asbjørn Nørgaard på bratsch og Fredrik Schøyen Sjölin på cello.
Kvartetten modtog i 2025 Léonie Sonnings Musikpris.